# Langdolmen von Rampen
Der Südwest-Nordost-orientierte Langdolmen von Rampen (auch Hejselev Mark oder DKC SB 100211-264 genannt) ist ein Langdysse von etwa 125,0 m Länge und eines der längsten Hünenbetten Dänemarks.
Lindeskov ist mit 168 m das zweitlängste Hünenbett Dänemarks, nach dem Langdysse von Kardyb mit 185 m. Kellerøddysse südlich Lynge-Eskilstrup bei Sorø ist mit 125 m ebenso lang. Grønsalen (mit 102 m) und Arupgård (mit 100 m) folgen. Die Megalithanlage liegt in der Nähe der Voers Å, (Wasserlauf) bei Brønderslev im Vendsyssel in Nordjütland. Sie stammt aus der Jungsteinzeit etwa 3500–2800 v. Chr. und ist eine Anlage der Trichterbecherkultur (TBK).
Die Breite der beschädigten Anlage schwankt zwischen 9 und 17 m. Die Höhe des seiner Randsteine nahezu völlig beraubten Erdwalls beträgt etwa zwei Meter. Die Anlage enthielt zwei Dolmen. Eine Kammer wurde komplett zerstört. Als die Anlage 1912 von H. Friis entdeckt und untersucht wurde, fand er im östlichen Teil des Hügels die zweite, rechteckige Kammer mit Zugang im Südosten. Hier wurde ein Feuersteinbeil und Bernsteinperlen gefunden.